# Kaneel-zwarte wever
De kaneel-zwarte wever (Ploceus castaneofuscus) is een zangvogel uit de familie Ploceidae (wevers en verwanten). De vogel werd in 1819 door  René Primevère Lesson geldig beschreven. Daarna werd de vogel vaak als ondersoort van de fluweelwever (P. nigerrimus castaneofuscus) beschouwd.

## Kenmerken
De vogel is 15 tot 17 cm lag. Er is groot verschil tussen de seksen. Het mannetje is tweekleurig zwart en kastanjebruin. Zwartgekleurd zijn de kop, hals en borst, slagpennen en staart. De buik, rug en stuit zijn bruin.

## Verspreiding en leefgebied
De soort komt voor in West-Afrika van Sierra Leone tot zuidelijk Nigeria. De leefgebieden liggen in diverse typen tropisch bos, waaronder zowel droog als vochtig bos als wel bossavanne.